# G-TELP

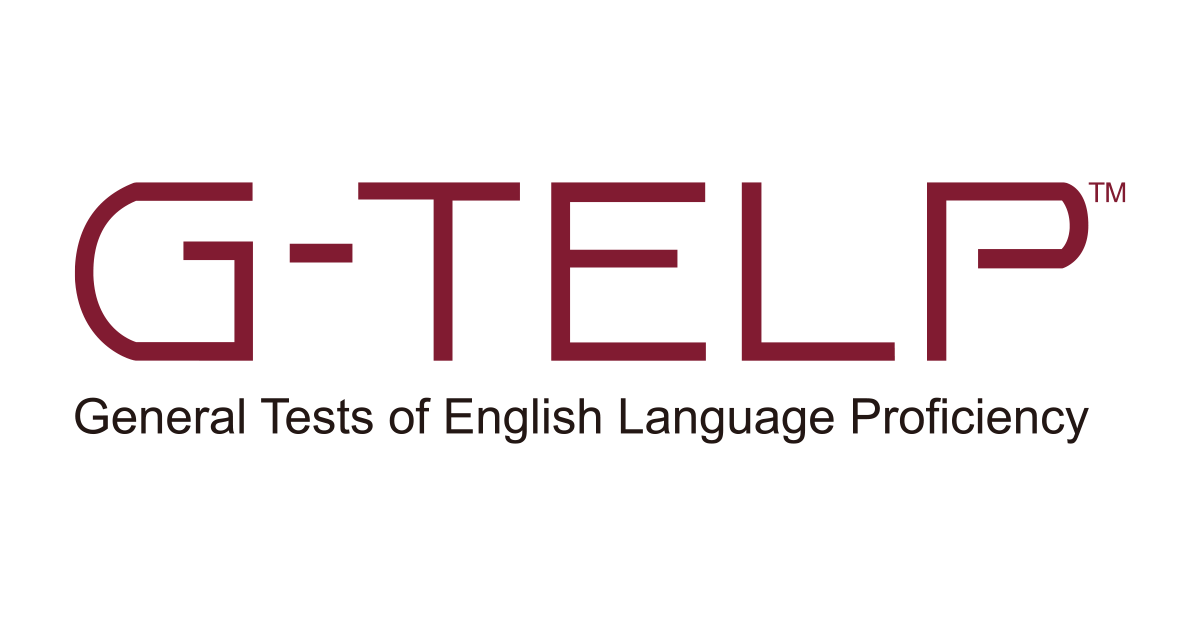
Logo de G-TELP

G-TELP (General Tests of English Language Proficiency, Pruebas generales de habilidad en el lenguaje inglés) es un conjunto de exámenes destinados a evaluar las habilidades en el idioma inglés de personas que no lo poseen como lengua nativa.
Hay tres tipos de pruebas que forman parte de G-TELP, la Prueba de nivel G-TELP (G-TELP Level Test), la Prueba parlante G-TELP (G-TELP Speaking Test) y la Prueba de escritura G-TELP (G-TELP Writing Test). 

## Origen
El G-TELP fue desarrollado en los el Centro Internacional de Servicios de Pruebas (ITSC), que en su momento formaba parte de la Universidad Estatal de San Diego de los Estados Unidos; actualmente este Centro actúa independientemente.

## Prueba de nivel G-TELP (G-TELP Level Test)
Este tipo de prueba consiste de un conjunto de ejercicios de opción múltiple que evalúan el dominio del idioma inglés de personas mayores de dieciséis (16) años, en cinco niveles diferentes de capacidad funcional.
Los niveles abarcan desde principiante hasta avanzado, con el Nivel Cinco (nivel de entrada) como el más bajo y el Nivel Uno (nivel profesional) el más alto.
Los niveles son: 
- Nivel Cinco (Level Five): Inglés de aula básico.
- Nivel Cuatro (Level Four): Inglés en comunicación simple, básico.
- Nivel Tres (Level Three): Inglés en comunicación regular, básico.
- Nivel Dos (Level Two): Inglés auténtico y modificado en comunicación regular.
- Nivel Uno (Level One): Inglés auténtico en comunicación compleja.

## Para más información
- Página de G-TELP del ITSC. http://www.itsc-group.com/tests/gtelp.html
- G-TELP Japón. http://www.g-telp.jp/english/index.html Archivado el 22 de junio de 2008 en Wayback Machine.
- G-TELP Korea. https://web.archive.org/web/20080517015225/http://gtelp.co.kr/e_gtelp/gtelp/en_gtelp01.asp
- IICANA G-TELP. https://web.archive.org/web/20081201003231/http://www.iicana.org/gtelp.html

- Datos: Q5872747